# Travessera de Gràcia
La Travessera de Gràcia és un carrer de Barcelona que s'estén per tres districtes de la ciutat. El carrer neix a la Plaça de Francesc Macià, de Sarrià-Sant Gervasi, travessa de banda a banda el districte de Gràcia, el qual dona nom al carrer, i finalment mor al Carrer de Cartagena, d'Horta-Guinardó, on es troba l'Hospital de Sant Pau.
L'origen del carrer es podria remuntar a un camí romà que creuava perpendicularment els torrents i rieres que hi havia al pla de Barcelona. Alhora, la part central de la Travessera segueix també el contorn d'una calçada medieval anomenada Via Francisca o Strada Francigera i que ja és documentada el 1057. Es va convertir en el camí de la Travessera Molera a partir del segle XVI; aquest prenia el nom d'uns molins que hi havia a Sant Martí. El carrer també va ser anomenat simplement Travessera abans de 1867; també ha tingut altres noms, com Orden i Solar. El nom que s'utilitza avui dia, Travessera de Gràcia, va ser aprovat el 30 de setembre de 1932.
La Travessera de Gràcia i el carrer Gran de Gràcia van ser els eixos de creixement de la Vila de Gràcia a mitjans del segle xviii.
Entre els diferents edificis que vesteixen el carrer hi destaquen, per exemple, el Mercat de l'Abaceria Central o la biblioteca de la Vila de Gràcia. També hi ha la seu central de la companyia catalana de perfumeria i moda Puig.